# Piper diospyrifolium
Piper diospyrifolium är en pepparväxtart som beskrevs av Carl Sigismund Kunth. Piper diospyrifolium ingår i släktet Piper och familjen pepparväxter. Inga underarter finns listade i Catalogue of Life.